# Time Loves a Hero
Albums de Little Feat
The Last Record Album
(1975) Waiting for Columbus
(1978)
Time Loves a Hero est le sixième album studio de Little Feat, sorti en mai 1977.
L'album a été certifié disque d'or par la Recording Industry Association of America (RIAA) le 8 novembre 1989.

## Liste des titres
| 1. | Hi Roller            | Paul Barreère                                        | 3:35 |
| 2. | Time Loves a Hero    | Barrere, Kenny Gradney, Bill Payne                   | 3:47 |
| 3. | Rocket in My Pocket  | Lowell George                                        | 3:25 |
| 4. | Day at the Dog Races | Barrere, Sam Clayton, Gradney, Richie Hayward, Payne | 6:27 |

| 1. | Old Folks Boogie            | Barrere          | 3:31 |
| 2. | Red Streamliner             | Payne, Fran Tate | 4:44 |
| 3. | New Delhi Freight Train     | Terry Allen      | 3:42 |
| 4. | Keepin' up With the Joneses | Barrere, George  | 3:51 |
| 5. | Missin' You                 | Barrere          | 2:21 |

## Personnel

### Musiciens
- Paul Barrere : guitare, chant
- Sam Clayton : congas, percussions, chant
- Lowell George : chant, guitare
- Kenny Gradney : basse
- Richard Hayward : batterie, percussions, chant
- Bill Payne : claviers, synthétiseur, marimba, chant

### Musiciens additionnels
- Greg Adams : trompette
- Jeff « Skunk » Baxter : Dobro (piste 9)
- Emilio Castillo : saxophone ténor
- Mic Gillette : trombone, trompette
- Stephen « Doc » Kupka : saxophone baryton
- Mike McDonald : chant (piste 6)
- Lenny Pickett : saxophone alto, saxophone ténor
- Patrick Simmons : guitare (piste 7), chant (piste 6)
- Fred Tackett : mandoloncelle et guitare (piste 2)